# I violini del ballo
I violini del ballo (Les violons du bal) è un film del 1974 diretto da Michel Drach.
Fu presentato in concorso al 27º Festival di Cannes, dove Marie-José Nat vinse il premio per il miglior interpretazione femminile.